# Пашинов, Николай Васильевич
Николай Васильевич Пашинов (19 декабря 1927 — 26 марта 1998) — передовик советского сельского хозяйства, звеньевой совхоза «Кузоватовский» Кузоватовского района Ульяновской области, Герой Социалистического Труда (1966).

## Биография
Родился 19 декабря 1927 года в селе Новая Ерыкла, Сенгилеевского уезда Ульяновской губернии (ныне — Тереньгульский район Ульяновской области) в русской крестьянской семье.
Работать начал во время Великой Отечественной войны в местном колхозе «Борец» Тереньгульского района.
В декабре 1944 года был призван в Красную Армию, службу проходил инструктором-собаководом в погранотряде.
Демобилизовавшись в 1948 году вернулся в родной колхоз «Борец», работал полевым объездчиком. Окончив школу механизаторов в совхозе «Серноводский» Куйбышевской области стал с 1949 года работать механизатором, а затем был назначен бригадиром тракторной бригады совхоза «Кузоватовский» Ульяновской области. В 1959 году вступил в КПСС. В 1963 году возглавил механизированное звено по откорму свиней. При его чутком руководстве небольшая ферма стал фабрикой по производству мяса свиньи.
Указом Президиума Верховного Совета СССР от 22 марта 1966 года за достигнутые успехи в развитии животноводства, увеличении производства и заготовок мяса, молока, яиц, шерсти и другой продукции Николаю Васильевичу Пашинову присвоено звание Героя Социалистического Труда с вручением ордена Ленина и золотой медали «Серп и Молот».
В 1979 году перешёл работать начальником цеха по приготовлению кормов. С февраля 1987 года пребывал на пенсии.
Избирался депутатом Ульяновского областного Совета депутатов (с 1982 года). Делегат XXIII съезда КПСС.
Проживал в посёлке Приволье Кузоватовского района Ульяновской области. Умер 26 марта 1998 года. Похоронен на поселковом кладбище.

## Награды
За трудовые успехи удостоен:
- золотая звезда «Серп и Молот» (22.03.1966)
- орден Ленина (22.03.1966)
- орден Октябрьской Революции (06.09.1973)
- другие медали.